# جيري بروكس
جيري بروكس (بالإنجليزية: Jerry Brooks)‏ هو لاعب كرة قاعدة أمريكي، ولد في 23 مارس 1967 في سيراكيوز في الولايات المتحدة.

## وصلات خارجية
- جيري بروكس على موقع الدوري الياباني لكرة القاعدة (الإنجليزية)
- جيري بروكس على موقعبيزبول رفرنس.كوم (الدوري الرئيسي) (الإنجليزية)
- جيري بروكس على موقعبيزبول رفرنس.كوم (الدوري الثانوي) (الإنجليزية)
- جيري بروكس على موقع إي إس بي إن.كوم (أم.أل.بي) (الإنجليزية)
- جيري بروكس على موقع مشجعي الرسوم البيانية (الإنجليزية)